# فرانک تیت
فرانک تیت (انگلیسی: Frank Tate؛ زادهٔ ۲۷ اوت ۱۹۶۴) بوکسور اهل ایالات متحده آمریکا بود.